# De Danske, Norske og Tydske Undersaatters Glæde
De Danske, Norske og Tydske Undersaatters Glæde er en kantate fra 1757 med musik af Georg Philipp Telemann.
Den er skrevet på bestilling fra latinskolen Christianeum i Altona som hyldest til kong Frederik V på hans fødselsdag den 31. marts 1757. Teksten er forfattet af præst i Vor Frue kirke i Odense, Salomon von Haven. Kantaten består af tre dele på henholdsvis dansk, tysk og latin og hylder både kongens økonomiske tilskud til skolen og hans tro dronninger Louise og Juliane Marie. I den latinske del bliver både Odin, Apollon og Gud Fader påkaldt. 
Det vides ikke om den trykte udgave fra 1757 er et klaverarrangement af en oprindelig rigere, instrumenteret version.